# Велеможье
Велеможье (Велёможье) — деревня в Кувшиновском районе Тверской области России. Относится к Большекузнечковскому сельскому поселению.
Находится на реке Таложенке, притоке Осуги.
До районного центра Кувшиново — 18 км, до центра поселения деревни Большое Кузнечково — 3,5 км.
Население по переписи 2002 года — 43 человека, 24 мужчины, 19 женщин.

## История
В XIX веке сельцо Велеможье Новоторжского уезда Тверской губернии — имение Полторацких. Ими был сооружен усадебный комплекс по проекту архитектора В. П. Стасова. Так же по заказу А. М. Полторацкого Стасов составил проект Троицкой церкви соседнего погоста Баранья Гора (Кунино).
В 1914 году в усадьбе жил художник К. Ф. Юон.
В Советское время Велеможье — деревня, в 1970-80-е годы здесь бригада колхоза «Восход», в 1989 году — 33 жителя. В 1997 году в деревне 23 хозяйства, 52 жителя.

## Достопримечательности
- Сохранилась часть усадебного комплекса (флигель, хозяйственные постройки и парк), предположительно по проекту архитектора В. П. Стасова.